# Effizienzlohntheorie
Die Effizienzlohntheorie ist eine Lohntheorie in der Makroökonomik und beschreibt den Zusammenhang zwischen Lohnhöhe und der Produktivitätssteigerung. Ihr Zweck liegt in der Erklärung der Arbeitslosigkeit.

## Begriffsabgrenzung
Die Effizienzlohntheorie stellt die Lohnbildung in den Mittelpunkt. In diesem Ansatz liegt, gleich dem Insider-Outsider-Modell, der Lohn über dem markträumenden Niveau. Fraglich ist, wieso die Arbeitslosen nicht die Löhne unterbieten, um ihre Arbeitsplätze erhalten zu können. Bei den Insider-Outsider-Modellen verhindern es die Beschäftigten. Bei den Effizienzlohntheorien sind es die Unternehmen, die es nicht lohnend finden, den Lohnsatz auf das markträumende Niveau zu senken. Immerhin kann es für Organisationen, die sich gewinnmaximierend verhalten, trotzdem lohnend sein, höhere Löhne zu zahlen, da diese neben einem Kostenfaktor auch eine Anreizfunktion für die Beschäftigten darstellen. Diese Doppeldeutigkeit des Lohnes in Bezug auf den Gewinn ist der Kerngedanke der Effizienzlohntheorien.
Die Abgrenzung des Begriffs der Effizienzlohntheorie hängt mit dem Problem der steigenden Arbeitslosigkeit zusammen. Seit der Ölkrise in den 1970er Jahren werden in vielen Staaten die Gefahren dauerhaft hoher Arbeitslosigkeit thematisiert. Andere Beispiele sind die Vertrauenskrise durch die Implosion der New Economy oder die Bekämpfung des Terrorismus. Ökonomen unterstellen häufig, dass die anhaltend hohe Arbeitslosigkeit vor allem strukturelle und weniger konjunkturelle Ursachen hat. Bei der Bekämpfung der strukturellen Arbeitslosigkeit ist an erster Stelle die Funktionsfähigkeit der Güter- und Faktormärkte zu verbessern, insbesondere die des Arbeitsmarktes. In Modellen marktwirtschaftlicher Prägung kann an diesem Punkt außerdem das Phänomen der unfreiwilligen Arbeitslosigkeit festgestellt werden: Die Menschen sind zwar bereit zum gegebenen Lohn zu arbeiten, ihre Suche nach Erwerbsarbeit bleibt aber erfolglos. Die Löhne sinken nicht, sondern sind nach unten starr. Dieser Umstand ist aus neoklassischer Sicht nicht zu erklären, da unfreiwillige Arbeitslosigkeit dem Ziel der Gerechtigkeit widerspricht. Die Effizienzlohntheorien und der Insider-Outsider-Ansatz erklären, warum das so ist; nämlich warum es nicht zu einem Gleichgewicht kommt, bei dem der Arbeitsmarkt geräumt wird.

## Modelle
Die Neoklassik entwickelte sich aus den Grundlagen der klassischen Nationalökonomie. Mit ihr erlangte die subjektive Werttheorie eine herrschende Bedeutsamkeit. Grundlegend für das neoklassische Basismodell ist die Annahme eines allgemeinen Marktgleichgewichts. Im Falle des neoklassischen Arbeitsmarktes liegt dies im Einpendeln zwischen Arbeitsangebot und Arbeitsnachfrage. Demnach kann es nicht zu einer dauerhaften unfreiwilligen Arbeitslosigkeit kommen, da der Markt immer wieder ein Gleichgewicht schafft. Erwerbslosigkeit ist in dieser Annahme eine Folge von zu hohen Löhnen. Wollen Erwerbslose wieder in den Arbeitsmarkt eintreten, werden sie mit Löhnen so weit nach unten gehen, bis wieder Vollbeschäftigung eintritt. Das neoklassische Basismodell führt somit nicht zur gewünschten Lösung des Problems der Arbeitslosigkeit, weshalb die neueren klassischen Arbeitsmarkttheorien – nämlich die Effizienzlohntheorie und der Insider-Outsider-Ansatz – Abhilfe schaffen sollen.

## Betriebswirtschaftliche Perspektive

### Kontrollkosten
Die Bedeutung hoher Kontrollkosten bei ungleichförmig verteilter Information bzw. bei durch Dritte nicht überprüfbare Verträgen steht im Mittelpunkt der Effizienzlohntheorie. Können Dritte, wie das Arbeitsgericht, die Erfüllung des Arbeitsvertrages nicht bestätigen, so werden die Unternehmen andere Arten von Überwachungsstrukturen installieren und neben der Überwachung und Kontrolle auch positive Lohn- und Karriereanreize einbauen, um ihre Arbeitnehmer zur Erfüllung der Verträge zu bewegen.

### Einstellungskosten
Unter Einstellungskosten versteht man den Aufwand, den ein Unternehmen aufbringen muss, wenn es neue Mitarbeiter einstellen möchte. Dazu zählen unter anderem Such- und Auswahlkosten, Kosten für die fachliche Einarbeitung und für die Sozialisation des Mitarbeiters im Unternehmen. Allgemein ist anzumerken, dass für jeden einzelnen Arbeitslosen unterschiedliche Einstellungskosten entstehen, je nachdem welche Maßnahmen eingeleitet werden müssen.

### Fluktuationskosten
Diese Kosten entstehen, wenn Mitarbeiter in das Unternehmen einsteigen oder aus ihm heraustreten. Es erfolgt eine Unterteilung der Kosten in Entlassungskosten bzw. Kosten für die Personalfreisetzung, Einstellungskosten und Einarbeitungskosten. Eine Personalumstrukturierung ist also mit einem hohen Kostenaufgebot gleichzustellen.

### Relative Lohngerechtigkeit
Relative Lohngerechtigkeit bedeutet, dass ein Mitarbeiter im Vergleich zu anderen gerecht entlohnt werden soll. Dabei bezieht sich das „relativ“ auf den Vergleich verschiedener Mitarbeiter. Dieser Aspekt nimmt ständig an Bedeutung zu. Die Lohnverteilung soll deshalb transparent und nachprüfbar gestaltet werden, um für jeden nachvollziehbar zu sein. Es gilt der Grundsatz „gleicher Vergütung unter gleichen Verhältnissen“. Diesbezüglich ist der Leistungslohn ein entscheidender Punkt.

## Definition und Entwicklung der Effizienzlohntheorie

### Neoklassische Effizienzlohntheorien
In Bezug auf die Neoklassik bildeten sich mehrere Varianten der Effizienzlohntheorie.
Zum einen die Shirking-Variante, welche sich mit der Problematik der Drückebergerei von Mitarbeitern beschäftigt.
Zum anderen die Labour-Turnover-Variante. Diese sucht nach Erklärungen für die Fluktuation in Unternehmen.
Schließlich folgt noch die Adverse-Selection-Variante, welche sich mit der Frage beschäftigt, wie Unternehmen am besten qualifiziertes Personal finden.
Diese drei Varianten werden später noch genauer beschrieben.

### Soziologische Effizienzlohntheorien
Zu diesen Theorien gehören der Gift-Exchange-Ansatz und das Fair-Wage-Modell.
Der Gift-Exchange-Ansatz sieht den Austausch von sozialen Aspekten im Arbeitsmarkt als „Geschenk“ an, während es beim Fair-Wage-Modell um die Frage nach der Lohngerechtigkeit geht. An dieser Stelle ist auf die Ausführungen von Akerlof zu verweisen.

### Solow-Modell
In diesem Modell erklärt Robert M. Solow, wie einzig und allein technischer Fortschritt der Auslöser für ein langfristiges Wirtschaftswachstum in einer Volkswirtschaft sein kann. Das Solow-Modell kann die Wachstumsrate einer Volkswirtschaft in Abhängigkeit von strukturellen Parametern wie die Sparquote und das Bevölkerungswachstum nur in der Phase der Anpassung an das langfristige Gleichgewicht erklären. In der langen Frist, also auf dem gleichgewichtigen Wachstumspfad, erhöht sich das Einkommen im Modell aber nur dann, wenn zusätzlich ein exogener technischer Fortschritt angenommen wird.

## Varianten der Effizienzlohntheorie

### Shirking-Variante
Die Shirking-Variante beschäftigt sich mit dem Problem der „Drückebergerei“ von Mitarbeitern in Unternehmen. Die Problematik liegt darin, dass der Unternehmer zwar die ausgewiesenen Fähigkeiten eines Arbeitnehmers, jedoch nicht seine physische Leistungsbereitschaft erfassen kann. Beschäftigte haben in ihrem Arbeitsalltag oftmals die Möglichkeit, sich Freiräume zu schaffen, in denen sie nicht ihre volle Leistungsfähigkeit ausnutzen. Für den Arbeitgeber ist dies häufig nicht erkennbar. Schließlich sind die Kosten für die ständige und vollkommene Kontrolle (Monitoring) der Leistungsintensität der Mitarbeiter sehr hoch und für den Unternehmer nicht lohnend. Er hat nur die Möglichkeit Stichproben durchzuführen. Diese Tatsache machen sich die Mitarbeiter natürlich zunutze, indem sie ohne die Gefahr einer Kündigung einfach weiter bummeln. Für die Gegensteuerung der Bummelei steht für die Arbeitgeber nur die Möglichkeit der Lohnerhöhung. Somit werden für die Arbeitnehmer Anreize geschaffen ihre Leistungsintensität auszuschöpfen.

### Labour-Turnover-Variante
Im Mittelpunkt dieser Variante steht die Fluktuationsverminderung und somit die Sicherung der Betriebstreue. Fluktuation spielt in den Betrieben eine wichtige Rolle. Der Anteil unerfahrener Mitarbeiter steigt mit zunehmender Fluktuationsrate. Es besteht also ein negativer Zusammenhang. Durch eine hohe Fluktuationsrate entstehen für die Unternehmen vor allem hohe Fluktuationskosten, da neue Mitarbeiter beschafft und angelernt werden müssen. Um diese Kosten zu vermeiden, müssen Unternehmen ihre Arbeitsplätze attraktiver gestalten. Hierbei stellt ein höherer Lohn einen Anreiz dar, länger im Unternehmen zu verweilen. Außerdem schrecken wechselwillige Mitarbeiter aufgrund der bestehenden Arbeitslosigkeit vor einer Kündigung zurück. Die Bindung der Mitarbeiter an das Unternehmen wird gestärkt. Aus diesen Gründen sind die Unternehmen nicht daran interessiert, ihre Löhne auf das markträumende Niveau zu senken.

### Adverse-Selection-Variante
Die Zahlung von Effizienzlöhnen wird bei der Adverse-Selection-Variante mit dem Wunsch nach einer höheren Qualität der Bewerber begründet. Unternehmen suchen ständig nach qualifiziertem Personal, um die Produktivität zu sichern und sich unter Wettbewerbern behaupten zu können. Bei der Personalauswahl kristallisiert sich jedoch ein entscheidendes Problem, nämlich die Frage, ob man anhand der wenigen Bewerbungsunterlagen aussagekräftige Entscheidungen treffen und somit den perfekten Bewerber finden kann. Um die Suche nach neuen Mitarbeitern zu erleichtern zahlen die Unternehmen Effizienzlöhne. Dadurch steigt die Zahl der Bewerber, welches die Chance erhöht entsprechendes Personal zu erhalten.

### Gift-Exchange-Variante
Bei dieser Variante geht es um den Austausch sozialer Interaktionen zwischen Arbeitgebern und Arbeitnehmern. Beziehungen auf dem Arbeitsmarkt werden dabei als „Geschenke“ angesehen. Demnach werden Arbeitnehmer animiert eine höhere Arbeitsleistung zu erbringen, da sie dafür von dem Arbeitgebern mit einem höheren Arbeitslohn „beschenkt“ werden. Diese Variante der Effizienzlohntheorie zielt also speziell auf das Arbeitsklima und das Motto: „fairer Lohn für gute Arbeit“ ab.

## Fallbeispiel
Am 12. Januar 1914 reduzierte die Ford Motor Company mit einem Schlag die tägliche Arbeitszeit von 9 auf 8 Stunden und verdoppelte gleichzeitig den Mindestlohn von 2,34 auf 5,00 Dollar für männliche Arbeiter im Alter über 22 Jahre, deren Betriebszugehörigkeit mindestens ein halbes Jahr betrugen. Die Hauptgründe für diese Maßnahmen waren wohl, Anreizwirkungen für eine höhere Produktivität zu schaffen, indem die Fluktuationsrate und die Abwesenheit vom Arbeitsplatz reduziert werden sollten. Beide Aspekte sind zentrale Themen der Effizienzlohntheorie. In der Tat kommen Raff und Summers (1987) in einer empirischen Studie zu dem Ergebnis, dass die späteren Erfahrungen der Ford Motor Company mit diesen Vergünstigungen die Relevanz der Effizienzlohntheorie bestätigen – beispielsweise im Hinblick auf eine deutliche Verbesserung der Produktivität. Henry Ford stellte später dann auch fest: „The payment of five dollars a day for an eight hour day was one of the finest cost cutting moves we ever made“.